# Robert Charpentier

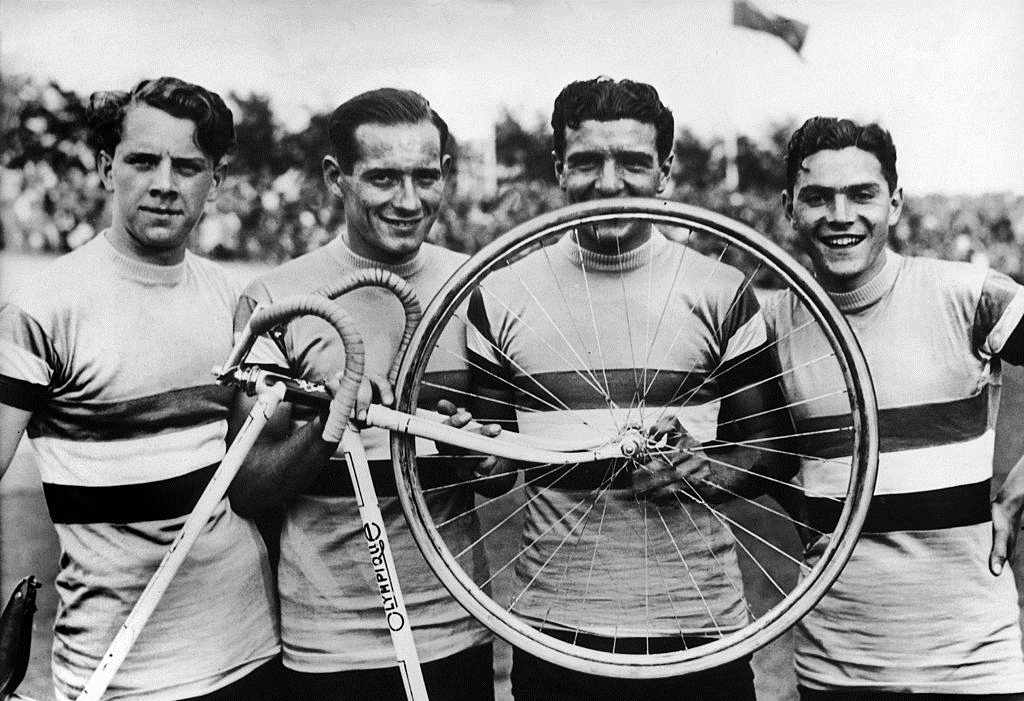
von links: Robert Charpentier, Guy Lapébie, Jean Goujon, Roger Le Nizerhy

Robert Charpentier (* 14. April 1916 in Issy-les-Moulineaux, Département Yvelines; † 28. Oktober 1966 in Issy-les-Moulineaux) war ein französischer Radrennfahrer und Olympiasieger.
Charpentier wurde bei den Olympischen Sommerspielen 1936 in Berlin dreifacher Olympiasieger im Radsport. Er gewann das olympische Straßenrennen sowie die Mannschaftswertung im Straßenrennen. Auch in der Mannschaftsverfolgung holte er Gold.
Von 1937 bis 1951 war er als Berufsfahrer aktiv.
Nach dem Zweiten Weltkrieg trat Charpentier 1948 sowohl bei der Tour de France wie auch bei Paris-Brest-Paris an, musste aber jedes Mal aufgeben.
Im Juni 2005 wurde in seinem Heimatort Issy das dortige Sportzentrum nach ihm benannt.